# Descolonización de datos
La descolonización de datos es el proceso que lleva a desvincular los modelos hegemónicos y coloniales y sus marcos epistemológicos de la recopilación, el uso y la difusión de datos relacionados con los pueblos y naciones indígenas, y en su lugar priorizar y centrar los paradigmas, marcos, valores y prácticas de datos indígenas.
En 2019 Nick Couldry y Ulises Mejías utilizan el término "colonialismo de datos" en su libro El costo de la conexión para referirse a la práctica de extraer información de maneras que repiten o imitan las prácticas históricas del colonialismo en la extracción de recursos naturales.
La descolonización de datos está guiada por la creencia de que los datos pertenecientes a los pueblos indígenas deben ser de su propiedad y estar bajo su control, un concepto que está estrechamente relacionado con la soberanía de los datos, así como con la descolonización del conocimiento.

## Colonización de los datos
La preocupación actual sobre la necesidad de descolonizar los datos proviene de una situación recurrente en la que se dan los siguientes fenómenos de colonización de los datos: 
- Los datos (y aprendizajes) se extraen de los países o comunidades sin el consentimiento o el conocimiento del propietario legítimo de los datos.
- Dichos datos son analizados fuera del país o la comunidad de origen, sin su participación. Del mismo modo, el conocimiento derivado de dicho análisis no compartido ni retornado con las personas que generaron los datos.
- Todo este proceso genera o refuerza un desequilibrio de poder (que ya estaba existía antes de la recopilación de los datos, o que se originó como resultado de este proceso de extracción) entre los recolectores de datos y la comunidad o personas propietarias de los mismos.[2]

Partiendo de la identificación de estas problemáticas, las comunidades que han sufrido esta "extracción" reclaman la descolonización de los procesos de recopilación de datos.

## Historia
La descolonización de datos está vinculada al movimiento de  descolonización que surgió a mediados del siglo XX.
En varios estados coloniales, los datos se utilizaron para identificar a las personas indígenas utilizando sistemas de clasificación occidentales, lo que llevó a la eliminación de las identidades indígenas y el origen de narrativas que se centran en las desventajas de las comunidades indígenas.[cita requerida]
Los sistemas de conocimiento indígena fueron reemplazados por valores y sistemas occidentales, devaluando las formas tradicionales de conocimiento en el proceso. Las prácticas de datos indígenas tienden a ser más holísticas, valoran opiniones personales diversas y se centran en la comunidad, a diferencia de las prácticas occidentales que tienden a clasificar a las personas como productos, replicando estructuras coloniales. Tradiciones como la historia oral, el uso de conocimientos tradicionales y otras prácticas que se consideraban "no científicas" fueron devaluadas y reemplazadas por formas occidentales de conocimiento que se presentaban como universales y objetivas. Se utilizaron herramientas como el censo para controlar las narrativas sobre los pueblos indígenas, contando a su población tal como la entendía el gobierno canadiense, en lugar de cómo estas comunidades se veían a sí mismas.
La descolonización de datos busca contrarrestar las narrativas negativas reforzadas por las prácticas de datos coloniales que persisten en la era poscolonial.

## Principios

### Autoidentificación
Los pueblos indígenas ponen en valor el derecho a autoidentificarse y definir sus propias identidades en relación con la recopilación de datos, valoran la diversidad en sus comunidades y desean que esta diversidad se tenga en cuenta.

### Autodeterminación
Los pueblos indígenas consideran importante asimismo el derecho a tomar decisiones sobre sus datos, a controlar cómo estos se recopilan, cómo se almacenan, quién es el propietario de los mismos y cómo se utilizan.

## En la práctica

### Políticas

#### Declaración de las Naciones Unidas sobre los Derechos de los Pueblos Indígenas
La Declaración de las Naciones Unidas sobre los derechos de los pueblos indígenas (UNDRIP) se presentó por primera vez en la Asamblea General de 2007. Dicha declaración recoge los derechos integrales de los pueblos indígenas y sirve como guía para los países que buscan la reconciliación con sus poblaciones originarias. El artículo 18 describe el derecho a tomar decisiones sobre sus propios derechos, lo que incluye los derechos sobre los datos. Cuatro países votaron en contra de la UNDRIP cuando se propuso por primera vez: Canadá, Estados Unidos, Nueva Zelanda y Australia, aunque los cuatro acabarían estando de acuerdo con la declaración.

#### Canadá
El gobierno canadiense comenzó a respaldar la UNDRIP en 2010 y a implementarla por completo en 2021. En 2015 la Comisión de la Verdad y la Reconciliación instó a todos los niveles del gobierno canadiense a adoptar la UNDRIP.

#### Estados Unidos
Estados Unidos no apoya a la UNDRIP. En 2016, la Organización de los Estados Americanos ratificó la Declaración Americana sobre los Derechos de los Pueblos Indígenas, que es similar a la UNDRIP.

#### Nueva Zelanda
Nueva Zelanda anunció su apoyo a la UNDRIP en 2010 y actualmente está trabajando con Māori Development para diseñar e implementar su propia declaración.

### Cuidado de la salud
La descolonización de los datos en el ámbito de la atención médica implica reformar su infraestructura y sus políticas públicas para priorizar a los pueblos indígenas. Las estructuras actuales recopilan, almacenan y usan datos sobre los pueblos indígenas sin consultar necesariamente sus aportes, recreando dinámicas de poder perjudiciales para estos. La descolonización de tales estructuras daría el control sobre los datos relacionados con la atención médica a los propios pueblos indígenas.
La experta en salud pública palestina Danya Qato describió los siguientes principios para guiar la creación de sistemas de datos de atención médica descolonizados:
Comunidad
Priorizar las preocupaciones y opiniones de los pueblos indígenas a todos los niveles.
Diversidad
Asegurarse de que las opiniones y la toma de decisiones provengan de varias comunidades indígenas, en lugar de recoger sólo unos pocos casos.
Transparencia
Informar y sensibilizar a las comunidades indígenas sobre cómo se recopilan y agregan sus datos.
Consentimiento
Priorizando el consentimiento informado de los pueblos indígenas, informándoles con prontitud y precisión de todas las acciones que se realicen con sus datos.
Acciones
Generar acciones que produzcan resultados reales y concretos para los pueblos indígenas, en lugar de un discurso meramente teórico.